# 胸鎖乳突筋
胸鎖乳突筋（きょうさにゅうとつきん、英語: sternocleidomastoid muscle）は頸部にある筋肉の一つ。首を曲げ、回転させる働きを持つ。
胸鎖乳突筋という名前は、胸骨と鎖骨を起始とし、側頭骨の乳様突起（及び後頭骨）に停止するところからつけられた。支配する運動神経は副神経であり、知覚は頚神経叢が司る。血液は後頭動脈と上甲状腺動脈の枝である胸鎖乳突筋枝から供給される。

## 胸鎖乳突筋の筋力トレーニング
頸部を保護するという目的から競技能力の向上よりも怪我の防止という観点で鍛えられることが多い。頭にパンチを浴びるボクシング、首を抱え込む体勢が多いレスリングなど格闘技系の種目で特に重要視されるが、その他の競技（特にラグビー、アメフト）でも事故を防ぐために鍛えておいたほうがよいとされる。トレーニング種目としてはリバース・レスラー・ブリッジやネック・フレクションなどが存在する。
- 起始部　胸骨頭、鎖骨頭
- 停止部　側頭骨の乳様突起、後頭骨の上項線
- 神経支配　副神経、頚神経叢機能

この筋が両側性にはたらくときには顎を軽く上方に上げつつ後頭を前方に引く。一側性に働く時には頭を反対側に回し、かつ傾ける。頭を固定している時には、呼気筋として作用する。

## 画像

胸鎖乳突筋の位置 アニメーション
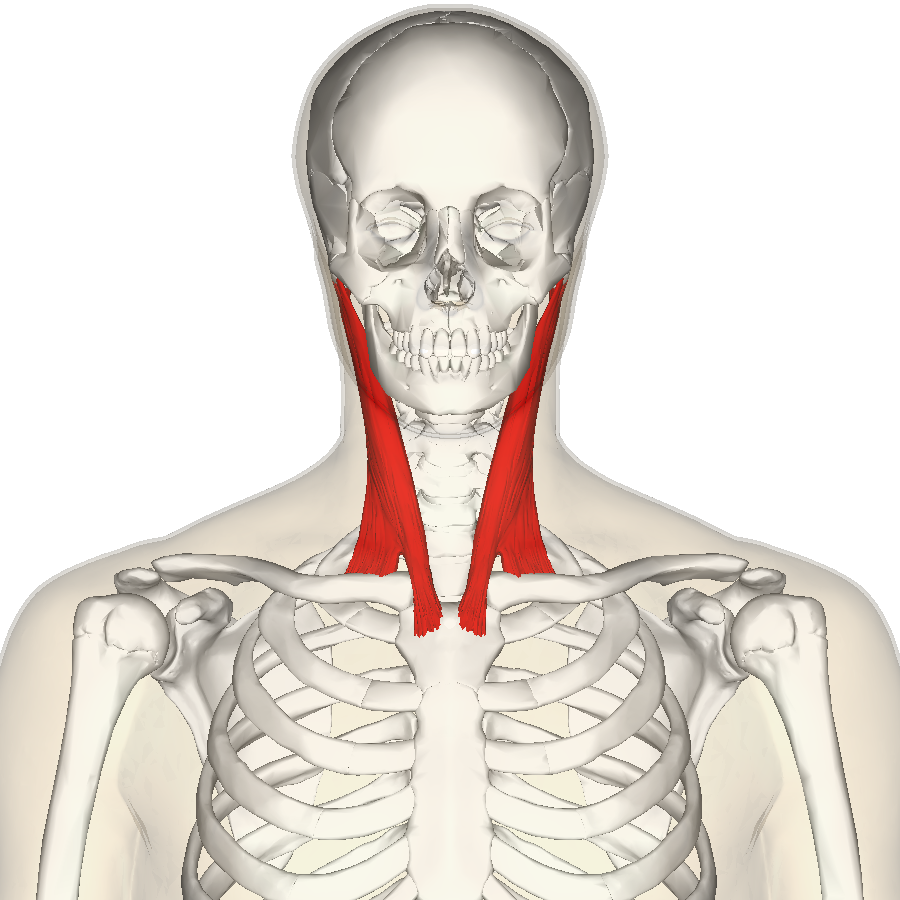
前面からの画像。
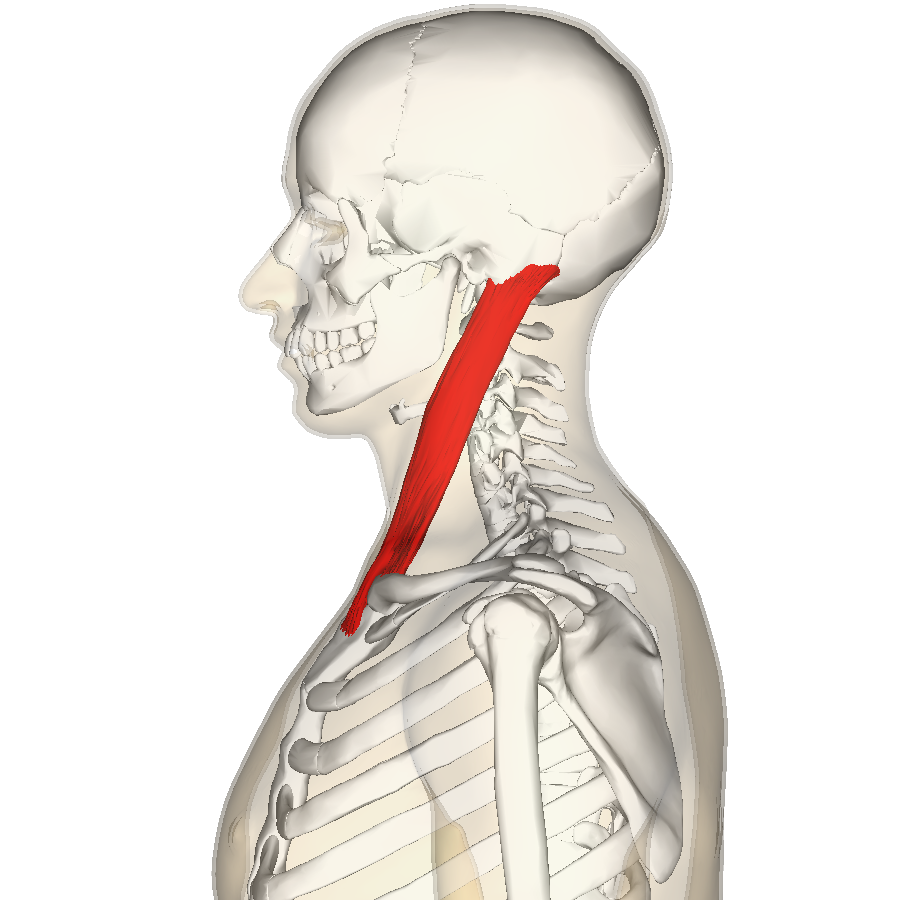
横からの画像。
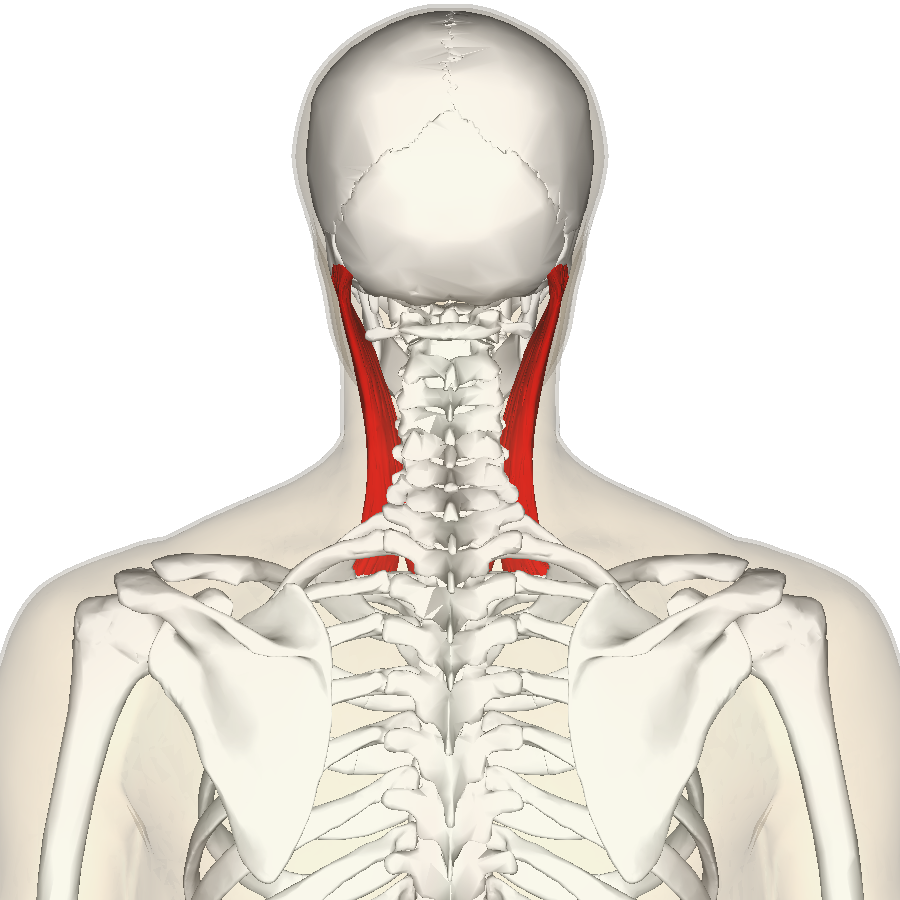
背側からの画像。
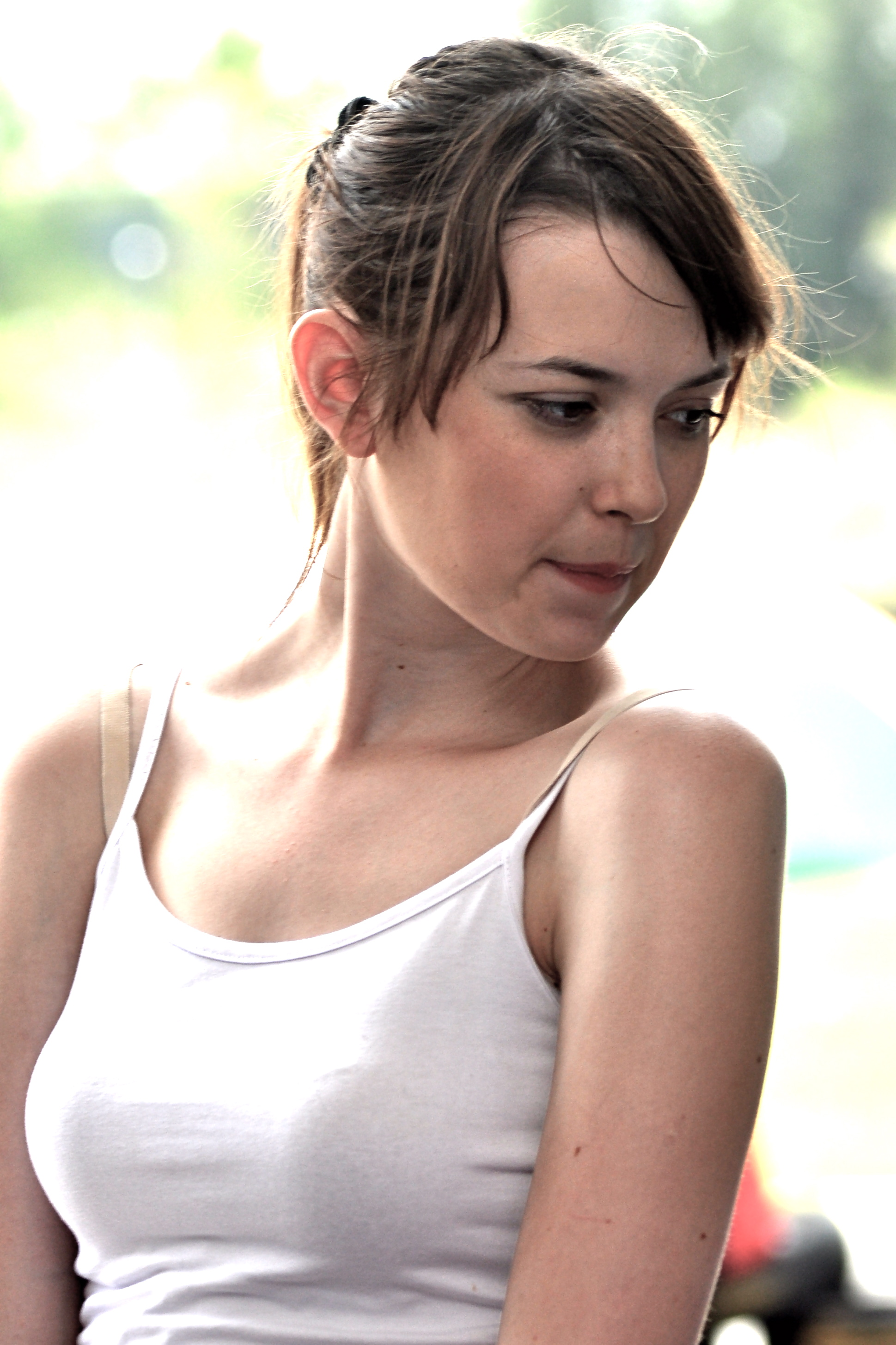
頭部を側方に向けたヒト。胸鎖乳突筋が浮き出ている。
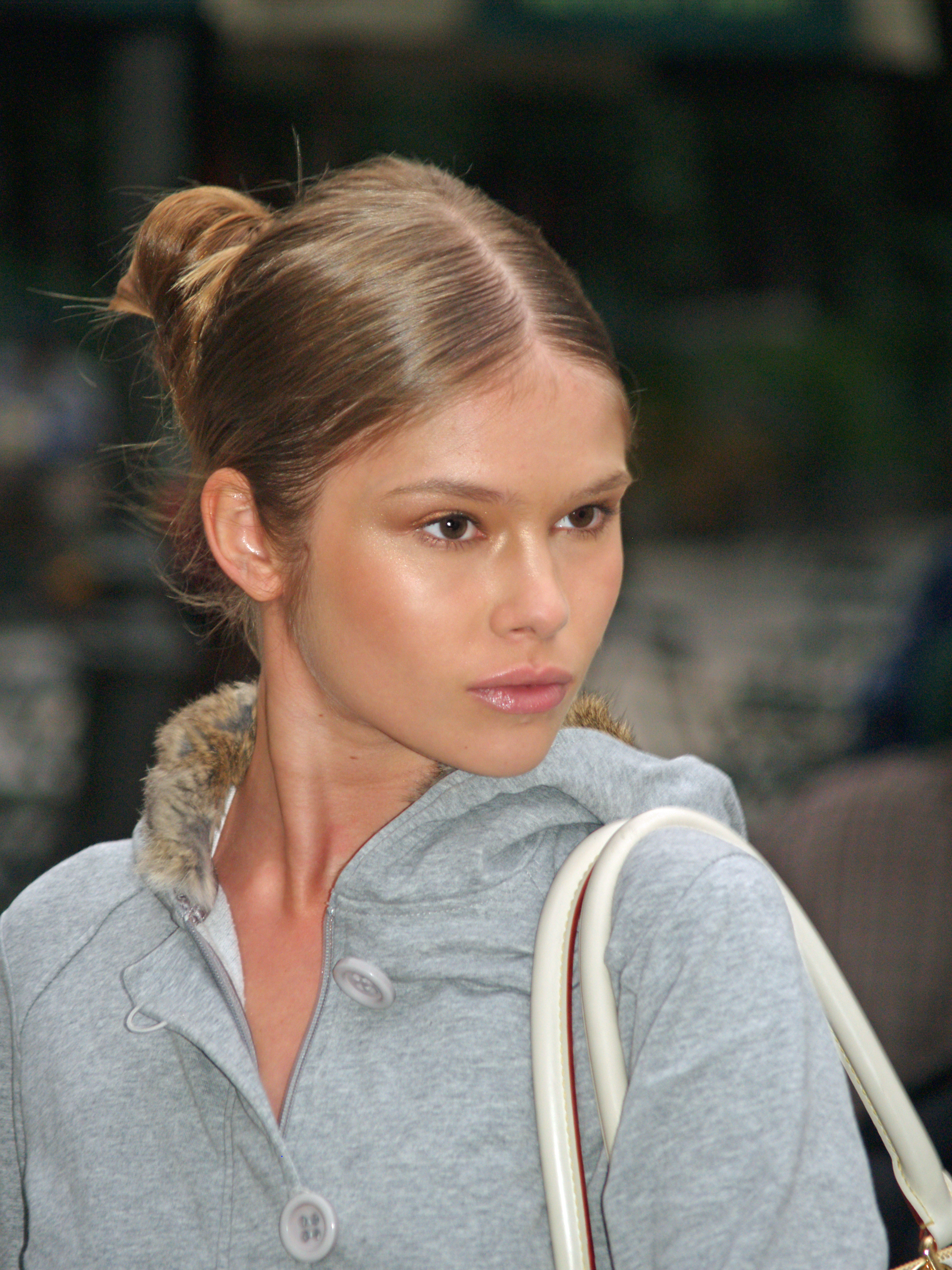
頭部を側方に向けたヒト。胸鎖乳突筋が浮き出ている
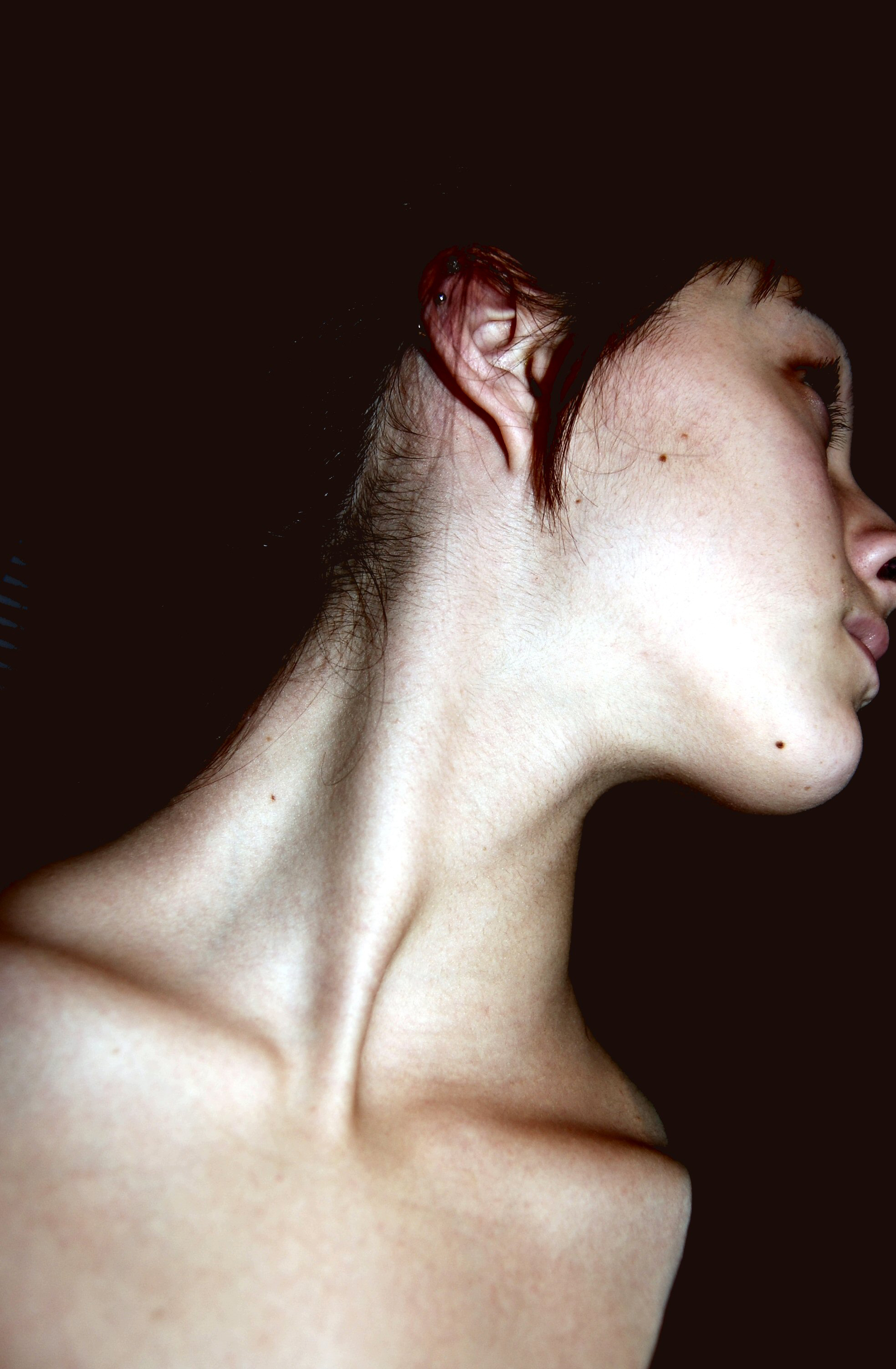
頭部を側方に向けたヒト。胸鎖乳突筋が浮き出ている
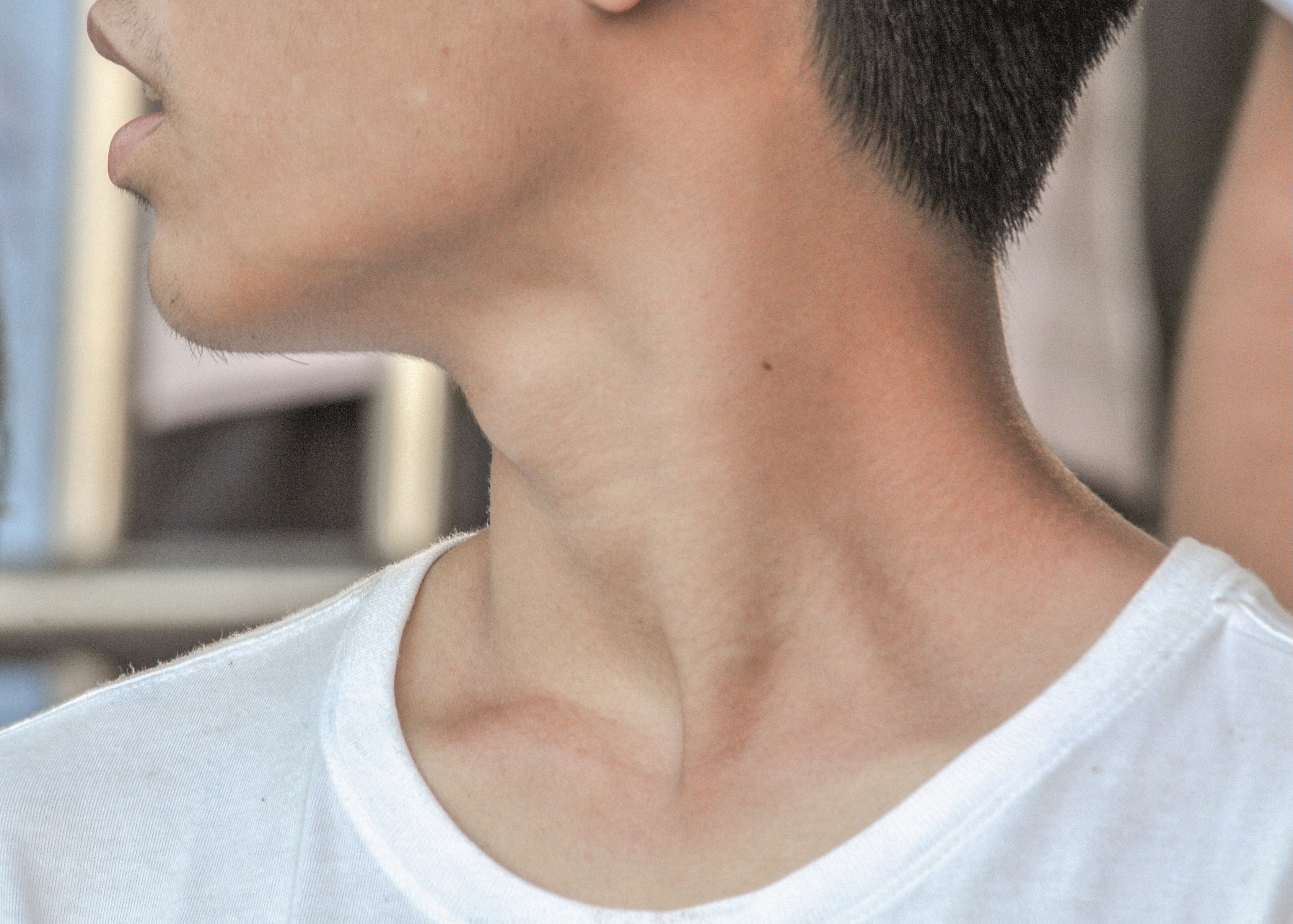
頭部を側方に向けたヒト。胸鎖乳突筋が浮き出ている